# La sua danza
La sua danza (Dancer) è un romanzo del 2003 dello scrittore irlandese Colum McCann.
Pubblicato in occasione del decimo anniversario della morte di Rudol'f Nureev, il libro è una versione romanzata della vita del ballerino ed è stato tradotto in oltre una dozzina di lingue.

## Critica
Il romanzo è stato accolto in maniera generalmente positiva dalla critica. The Guardian ha lodato lo stile di McCann e la scelta di raccontare una versione (seppur fortemente romanzata) della vita di Nureev attraverso gli occhi di chi viveva intorno a lui, adottando il punto di vista di un gran numero di personaggi, sia celebri (come Margot Fonteyn) che sconosciuti e/o immaginari (come il suo calzolaio o la donna delle pulizie). Così come il Guardian, anche il New York Times però ha sottolineato che il ritratto del ballerino è talmente frammentario che un lettore avrebbe difficoltà a orientarsi se non conoscesse già la vita di Nureev.
The New Yorker ha evidenziato che lo stile frenetico della scrittura di McCann (una singola frase che racconta una notte folle a New York, per esempio, si estende per oltre trenta pagine, come un flusso di coscienza joyciano) riflette la vita frenetica del biografato e ha apprezzato la mancanza di sentimentalismo del romanzo. The Observer è stato invece più critico sullo stile dell'autore, giudicandolo a tratti un virtuosismo vuoto.

## Edizioni
- La sua danza, traduzione di Marco Pensante, Milano, Marco Tropea Editore, ISBN 9788843804252.
- La sua danza, traduzione di Marco Pensante, Milano, Feltrinelli, 2022, ISBN 978-8807035234.